# 131 (număr)
131 (o sută treizeci și unu) este numărul natural care urmează după 130 și precede pe 132 într-un șir crescător de numere naturale.

## În matematică
131
- Este un număr prim aditiv.[1][2]
- Este un Prim Chen deoarece următorul număr impar, 133, este un număr semiprim.[3][4]
- Este un Prim Eisenstein fără parte imaginară, iar cu partea reală de forma {\displaystyle 3n-1}.[5]
- Este un număr prim Euler[6][7]
- Este un număr prim izolat.[8][9]
- Este un număr prim lung.[10][11]
- Este un număr prim neregulat.[12],[13]
- Este un număr prim plat.[14][15]
- Este un număr prim slab.[16][17]
- Este un număr prim Solinas.[18][19]
- Este un număr prim Sophie Germain.[20][21]
- Este un Prim permutabil (cu 113 și 311).[22][23]
- Este un număr Ulam⁠(d).[24][25]
- Este un număr prim lung⁠(d), atât în baza 10, cât și în baza 2.[26][27] Perioada de repetare a cifrelor este 007633587786259541984732824427480916030534351145038167938931 297709923664122137404580152671755725190839694656488549618320 6106870229.
- Poate fi exprimat ca sumă de trei numere prime consecutive: 131 = 41 + 43 + 47.
- Este un număr palindromic.

## În știință

### În astronomie
- Obiectul NGC 131 din New General Catalogue este o galaxie spirală cu o magnitudine 13,22 în constelația Sculptorul.
- 131 Vala este un asteroid din centura principală.
- 131P/Mueller, o cometă

## În alte domenii
131 se poate referi la:
- Iod-131, sau iod radioactiv, este un radioizotop al iodului pentru uz medical și farmaceutic.
- ACP-131 este un normativ al NATO pentru codurile codul Q și codul Z.
- Numărul de apel de urgență medical în Chile
- I-131 este numărul de apel al United States Citizenship and Immigration Services, care se ocupă de documente pentru călătorii, permise de reintrare, documente pentru refugiați sau condiționare anticipată.